# Dudylany
Dudylany (deutsch Doderlage, früher Doderlag) war ein Dorf  in der Landgemeinde (Gmina) Jastrowie (Jastrow) im Powiat Złotowski (Flatower Kreis) der polnischen Woiwodschaft Großpolen.

## Geographische Lage
Das Kirchdorf lag im Netzedistrikt im ehemaligen Westpreußen, an der Pilow, etwa dreißig Kilometer nördlich von Deutsch Krone (Wałcz), 25 Kilometer westnordwestlich von Jastrow (Jastrowie) und fünf Kilometer nördlich von Rederitz (Nadarzyce).

## Geschichte
Die Grenzregion des Netzedistrikts, in der das Dorf lag, hatte ursprünglich zum Herzogtum Pommern gehört, war vorübergehend unter polnische Herrschaft gelangt und dann an die Markgrafen von Brandenburg gekommen. Im Rahmen der Ersten Teilung Polen-Litauens kam das Dorf 1772 zusammen mit dem Landkreis Deutsch Krone zurück an Preußen.
Ältere Ortsnamen sind Róża (1582) und Dodelag (1641), neupolnisch Doderlany. Das Dorf erhielt ein Privileg von dem Starosten Andreas II. Górka. Der erste Schulze hieß Georg Szyba.
Um 1930 hatte die Gemeinde eine 24,5 km² große Gemarkungsfläche, und auf dem Gemeindegebiet befanden sich drei Wohnplätze, auf denen insgesamt 33 bewohnte Wohnhäuser standen:
- Doderlage
- Forsthaus Birkhof
- Mühlengut Bruchmühl

Im Jahr 1941 wurde ein Teil der Gemarkung des Dorfs dem Truppenübungsplatz Groß Born zugeschlagen.
Im Jahr 1945 gehörte das Dorf Doderlage zum Landkreis Deutsch Krone im Regierungsbezirk Grenzmark Posen-Westpreußen der preußischen Provinz Pommern des Deutschen Reichs. Doderlage war dem Amtsbezirk Rederitz zugeordnet.
Im Februar 1945 wurde Doderlage von der Roten Armee besetzt. Nach Beendigung der Kampfhandlungen wurde die Region seitens der sowjetischen Besatzungsmacht zusammen mit ganz Hinterpommern und der südlichen Hälfte Ostpreußens – militärische Sperrgebiete ausgenommen – der Volksrepublik Polen zur Verwaltung überlassen. Es wanderten nun Polen zu. Doderlage wurde unter der polnischen Ortsbezeichnung „Dudylany“ verwaltet. Die einheimische Bevölkerung wurde von der polnischen Administration aus Doderlage vertrieben.
Heute sind von Dudylany keine Gebäude mehr erhalten und der See wurde aufgestaut. 

### Demographie
| Jahr | Einwohner | Anmerkungen |
| ---- | --------- | --- |
| 1783 | –         | königliches Dorf mit einer katholischen Kirche und einer Wassermühle, zwanzig Feuerstellen (Haushaltungen), im Netzedistrikt, Kreis Krone |
| 1818 | 146       | königliches Dorf, Amt Schrotz |
| 1852 | 272       | [ 6 ] |
| 1864 | 18        | sämtlich Evangelische |
| 1910 | 215       | am 1. Dezember, darunter 160 Evangelische, 53 Katholiken und zwei Juden                                                                   |
| 1925 | 200       | darunter 149 Evangelische und 51 Katholiken                                                                                               |
| 1933 | 176       | [ 9 ] |
| 1939 | 175       | [ 9 ] |

## Kirche
Im Jahr 1641 war hier eine hölzerne kleine Kirche mit einem Altar, auf dem das Bildnis der hl. Veronika stand.
Die Protestanten der bis 1945 anwesenden Dorfbevölkerung gehörten zum evangelischen Kirchspiel Zippnow. 1870 wurde ein neues Bethaus eingeweiht.